# Douglas Lenat
""Douglas B. Lenat"" (Filadelfia, 13 de septiembre de 1950-31 de agosto de 2023), fue un investigador estadounidense en inteligencia artificial, especialmente en entendimiento computacional (con sus programas AM y Eurisko), representación de conocimiento, sistemas de pizarrón, e ingeniería ontológica (con sus programas Cyc en MCC y Cycorp). Fue el CEO (fundador) de Cycorp Inc., con base en Austin, Texas. También trabajó en simulaciones militares y publicó críticas sobre "the conventional random-mutation Darwinism" basado en su experiencia con Eurisko. Lenat fue uno de los originales creadores del AAAI. 
La búsqueda de Lenat en el proyecto de Cyc, constituyó la base de una inteligencia artificial general que manualmente se representa con el conocimiento del lenguaje formal, CycL, basado en extensiones de cálculo de la lógica de primer orden (LPO). 

## Inicios
Se graduó por la Universidad de Pensilvania en Matemáticas y física, e hizo una maestría en Matemáticas aplicadas en 1972. Recibió su doctorado por la Universidad de Stanford (Conocimiento basado en sistemas de inteligencia artificial, junto con la tesis doctoral del Dr. Randall Davis, McGraw-Hill, 1982) en 1976. Su mentor fue el profesor Edward Feigenbaum. 
En 1976 el Dr. Lenat empezó a dar clases en la Universidad Carneige Mellon y comenzó su trabajo en Eurisko, pero regreso a Stanford como profesor en 1978. Su continuo trabajo en Eurisko lo llevó a llamar la atención de DARPA y MCC basados en Austin, Texas. En 1984 dejó Stanford para comenzar a trabajar en Cyc, los frutos que convirtieron MCC en Cycorp en 1994. En 1986 estimó que el esfuerzo para terminar Cyc sería de 350 años de trabajo y más de 250,000 reglas.
En 2006, Lenat continúa su trabajo de Cyc en Cycorp. Es miembro del TTI/"vanguards advisory board". 

## Frases
- "La inteligencia son diez millones de reglas"
- "Llegará el tiempo en el que un expandido Cyc subrayará innumerables aplicaciones de software. Pero llegar a esa meta podría llevar fácilmente otras dos décadas."
- "Una vez que realmente tienes una gran cantidad de información integrada como Conocimiento, entonces los sistemas humanos de softwares serán súperhumanos, en el mismo sentido que la especie humana con la escritura es súperhumana comparada con la especie humana antes de la escritura."

## Escritos y Publicaciones
- "Davis, Randall; Lenat, Douglas B. (1982). Knowledge-Based Systems in Artificial Intelligence. New York: McGraw-Hill International Book Co. ISBN 978-0-07-015557-2."
- "Hayes-Roth, Frederick; Waterman, Donald Arthur; Lenat, Douglas B., eds. (1983). Building Expert Systems. Reading, Mass: Addison-Wesley Pub. Co. ISBN 978-0-201-10686-2."